# Porte Molitor
La porte Molitor est une porte de Paris, en France, située dans le 16e arrondissement.

## Situation et accès

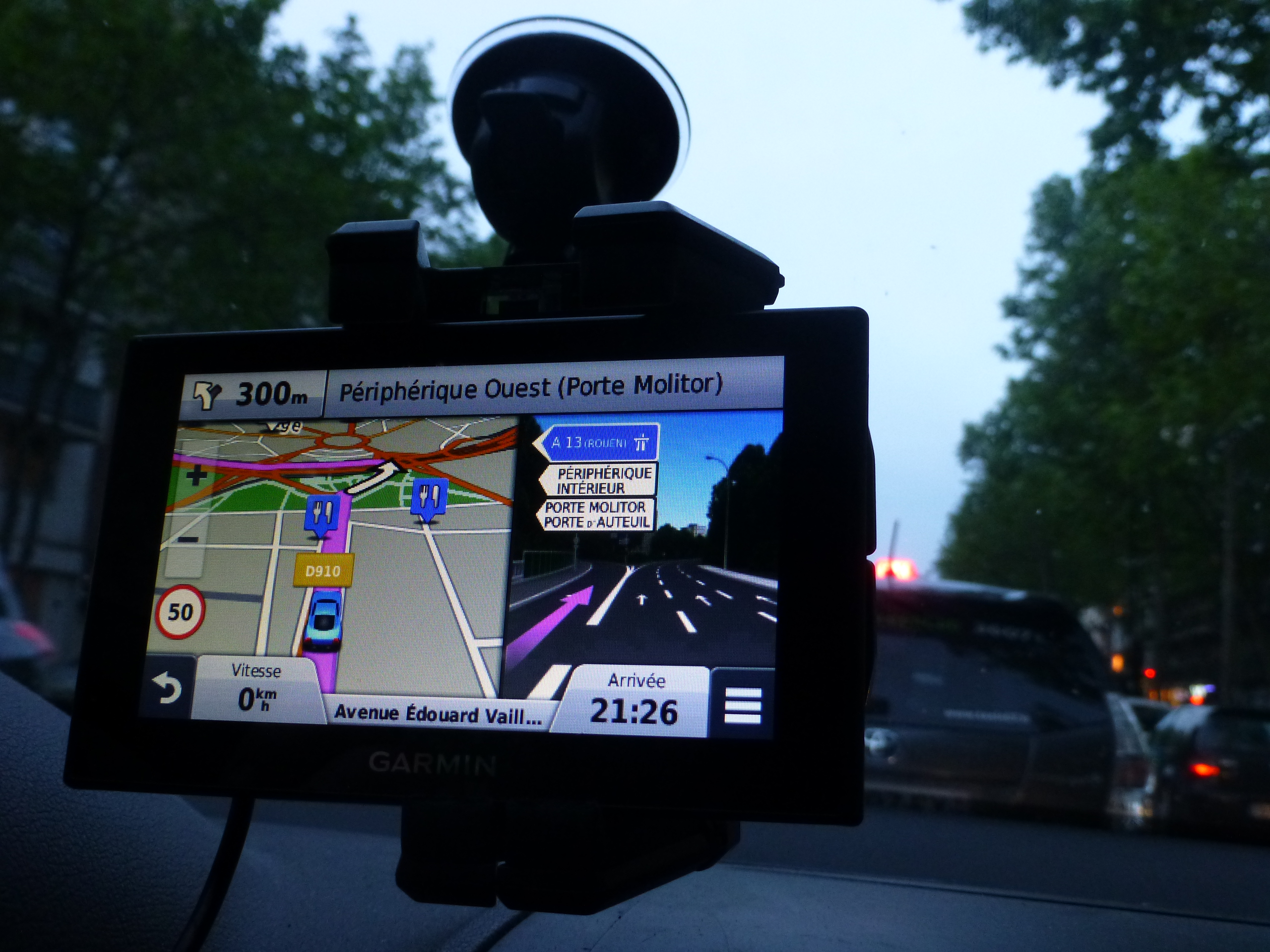
Accès à la porte Molitor par le périphérique, un vendredi à 21 h.

La porte Molitor est une grande porte de Paris située à 200 m au sud de la porte d'Auteuil et 900 m au nord de la porte de Saint-Cloud. Elle se trouve sur l'avenue du Général-Sarrail dans le prolongement de la rue Molitor et donne accès à la ville de Boulogne-Billancourt.
La porte Molitor constitue un important accès aux voies du périphérique à l'ouest de Paris.
Elle est desservie par les lignes 52, 88, PC et 123 du réseau de bus RATP.
La station fantôme Porte Molitor, jamais ouverte au public, y est située, sous le boulevard Murat.

## Origine du nom
Elle porte le nom d'un maréchal de France, le comte Gabriel Jean Joseph Molitor (1770-1849), à l'instar de la rue Molitor.

## Équipements
La porte Molitor est située à proximité de la piscine Molitor, du stade Jean-Bouin et du jardin des serres d'Auteuil.